# Sarina Wiegman
 (juin 2018).
Si vous disposez d'ouvrages ou d'articles de référence ou si vous connaissez des sites web de qualité traitant du thème abordé ici, merci de compléter l'article en donnant les références utiles à sa vérifiabilité et en les liant à la section « Notes et références ».
Sarina Wiegman, née le 26 octobre 1969 à La Haye, est une ancienne footballeuse internationale néerlandaise, reconvertie en entraîneuse. Depuis 2021, elle est la sélectionneuse de l'équipe de football d'Angleterre.
Elle évoluait au poste de milieu de terrain puis comme défenseure.
Elle remporte en tant que sélectionneuse de l'équipe des Pays-Bas féminine, l'Euro féminin 2017 et avec l'équipe d'Angleterre féminine, l'Euro féminin 2022 et l'Euro féminin 2025.

## Biographie
Sarina Wiegman naît le 26 octobre 1969 à La Haye (Pays-Bas) où elle grandit. Elle y fréquente l'école polyvalente Dalton et joue au football au GSC ESDO et au HSV Celeritas.
Elle est mariée avec Marten Glotzbach, lui-même également né à La Haye et entraîneur de football.

## Palmarès
- Vainqueur de l'Euro féminin 2017 avec les Pays-Bas
- Vainqueur du Championnat des Pays-Bas de deuxième division 2007
- Vainqueur du Championnat des Pays-Bas  2012
- Vainqueur de la Coupe des Pays-Bas 2007, 2012, 2013
- Finaliste de la Coupe du Monde féminine 2019 avec les Pays-Bas
- Victoire Arnold Clark Cup (2022)
- Vainqueur de l'Euro féminin 2022 avec l'Angleterre
- Vainqueur de la Finalissima féminine 2023 avec l'Angleterre
- Finaliste de la Coupe du Monde féminine 2023 avec l'Angleterre
- Vainqueur de l'Euro féminin 2025 avec l'Angleterre

### Distinctions personnelles
- The Best, Entraîneur de la FIFA pour le football féminin en 2017, 2020, 2022 et 2023
- 2e pour le prix The Best, Entraîneur de la FIFA pour le football féminin en 2018 et 2019
- 3e pour le prix The Best, Entraîneur de la FIFA pour le football féminin en 2021